# Jacques Mercanton (directeur de la photographie)
Pour l’article homonyme, voir Jacques Mercanton (écrivain).
Jacques Mercanton est un directeur de la photographie français, né à Neuilly-sur-Seine (Seine) le 22 novembre 1909 et mort à Grasse (Alpes-Maritimes) le 27 septembre 1997.

## Biographie
Il est le frère du monteur Roger Mercanton (1908-2007).

## Filmographie
- 1934 : Le Bossu de René Sti
- 1934 : La Porteuse de pain de René Sti
- 1934 : Zouzou de Marc Allégret
- 1936 : Jeunes Filles de Paris de Claude Vermorel
- 1938 : L'Ange que j'ai vendu de Michel Bernheim
- 1938 : Ultimatum de Robert Wiene
- 1938 : Gibraltar de Fédor Ozep
- 1939 : Pièges de Robert Siodmak
- 1942 : Une femme disparaît de Jacques Feyder
- 1943 : Aristide Maillol, sculpteur de Jean Lods (court métrage)
- 1946 : Au petit bonheur de Marcel L'Herbier
- 1949 : Jour de fête de Jacques Tati
- 1950 : Voyage à trois de Jean-Paul Paulin
- 1951 : Identité judiciaire d'Hervé Bromberger
- 1951 : Les Mousquetaires du roi de Marcel Aboulker et Michel Ferry (film inachevé)
- 1951 : Passion de Georges Lampin
- 1951 : Le Dindon de Claude Barma
- 1951 : Seul dans Paris d'Hervé Bromberger
- 1952 : Le Grand Méliès de Georges Franju (court métrage)
- 1953 : Les Poussières de Georges Franju (court métrage)
- 1953 : Les Vacances de monsieur Hulot de Jacques Tati
- 1954 : Les Fruits sauvages d'Hervé Bromberger
- 1956 : La Foire aux femmes de Jean Stelli
- 1957 : Adorables Démons de Maurice Cloche
- 1957 : Marchands de filles de Maurice Cloche
- 1958 : La Bonne Tisane d'Hervé Bromberger
- 1958 : Filles de nuit de Maurice Cloche
- 1958 : Prisons de femmes de Maurice Cloche
- 1959 : Ciné ballets de Paris de Louis Cuny
- 1959 : Drôles de phénomènes de Robert Vernay
- 1959 : Bal de nuit de Maurice Cloche
- 1960 : Les Loups dans la bergerie d'Hervé Bromberger
- 1960 : Monsieur Suzuki de Robert Vernay
- 1960 : Touchez pas aux blondes de Maurice Cloche
- 1962 : La Prostitution de Maurice Boutel
- 1962 : La Belle et le Champion de Max Pécas (court métrage)
- 1962 : Les Quatre Vérités, film à sketches collectif, segment Le Corbeau et le Renard d'Hervé Bromberger
- 1964 : La Double Inconstance (téléfilm)
- 1965 : Évariste Galois d'Alexandre Astruc (court métrage)
- 1966 : Edmée (téléfilm)